# 二年参り
二年参り（にねんまいり）とは、初詣（はつもうで）の形式の一つである。大晦日の深夜零時をまたがって神社仏閣に参拝・参詣する事を言う。年をまたいで行う為にこの名がある。

## 概要
単純に深夜0時頃一回一箇所の神社や寺院に参拝・参詣する場合を言うが、除夜に一度参拝してから一度家に帰り、元旦になって改めて参拝・参詣するという形式をとることもある。
第二次世界大戦に突入した1941年末には、灯火管制の必要性から照明が使えずに危険であるとして、明治神宮などでは夜間の初詣を取りやめていた期間もある。